# Малоохтинский парк
Малоо́хтинский парк — парк в Красногвардейском районе Санкт-Петербурга.

## Расположение
Расположен между рекой Невой и рекой Охтой. Границами парка служат Республиканская улица, Малоохтинский проспект, Перевозный переулок и проспект Шаумяна.
Состоит из двух участков, разделенных Новочеркасским проспектом. На участке парка, расположенном между Новочеркасским проспектом и Малоохтинским проспектом, находится Блокадный храм.
Совокупная площадь парка составляет 8,26 га.
Ближайшая станция метро (500 м) — «Новочеркасская».

## История
Малоохтинский парк открыт в 1960 году. С июля 2007 по ноябрь 2008 парк прошёл капитальную реконструкцию. В рамках реконструкции было снесено 589 старых и больных деревьев и кустарников, посажено более двух тысяч кустов японской айвы, барбариса, калины, форзиции, сирени, жимолости и других кустарников, а также 554 дерева: берёзы, черёмуха, клёны, ивы, лиственницы, рябины, сосны и ясени. Были проложены новые мощёные и набивные дорожки, очищен пруд. Для удобства гуляющих установлены новые скамейки, устроены спортивная и детская площадки. На работы было затрачено более 68,8 млн руб.
13 октября 2011 года в Малоохтинском парке состоялось официальное открытие постоянно действующей выставки городской скульптуры — скульптурных работ, созданных петербургскими скульпторами в рамках второго Симпозиума по городской скульптуре, организованного Комитетом по градостроительству и архитектуре.